# Goúmeron
Goúmeron är en ort i Grekland.   Den ligger i prefekturen Nomós Ileías och regionen Västra Grekland, i den södra delen av landet, 190 km väster om huvudstaden Aten. Goúmeron ligger 430 meter över havet och antalet invånare är 1 072.
Terrängen runt Goúmeron är huvudsakligen kuperad, men åt nordväst är den platt. Runt Goúmeron är det ganska glesbefolkat, med 34 invånare per kvadratkilometer. Närmaste större samhälle är Pýrgos, 18,5 km sydväst om Goúmeron. == Kommentarer ==
1. ↑  Framräknat ur variansen i alla höjduppgifter (DEM 3") från Viewfinder Panoramas, inom 10 km radie.[2] Mer om algoritmen finns här: Användare:Lsjbot/Algoritmer.